# 샤인 (영화)
《샤인》(영어: Shine)는 1996년에 개봉한 오스트레일리아의 영화이다.

## KBS 성우진 (2000년 5월 7일)
- 이재용 - 데이빗 헬프갓(제프리 러쉬)
- 한호웅 - 청년 데이빗(노아 테일러)
- 유강진 - 피터 헬프 갓(아민 뮬러 스탈)
- 최흘 - 파크스 교수(존 길구드)
- 김정희 - 질리언(린 레드그레이브)
- 박민아 - 캐서린(구지 위더스)
- 임수아 - 버릴(베벌리 던)
- 김혜미 - 마가렛(레베카 구든)
- 정옥주 - 수지(대니엘 콕스)
- 윤병화 - 로젠(니콜라스 벨)
- 이근욱 - 랍비(비벌리 본)
- 김수중 - 샘(크리스 헤이우드)
- 장승길 - 미노구에(존 코신스)
- 정훈석 - 토니(저스틴 브라인)
- 은영선 - 소년 데이빗(알렉스 라팔로위즈)

## 같이 보기
- 오스트레일리아 영화